# Junín (Buenos Aires)
Junín is een plaats in het Argentijnse bestuurlijke gebied Junín in de provincie Buenos Aires. De plaats telt 82.427 inwoners.

## Geboren in Junín
- Osvaldo Zubeldía (1927-1982), voetballer en trainer
- Fernando Ochoaizpur (1971), Argentijns-Boliviaans voetballer
- Juan Antonio Flecha (1977), Spaans wielrenner